# 昂格勒贝尔梅尔
昂格勒贝尔梅尔（法語：Englebelmer）是法国皮卡第大区索姆省的一个市镇，属于亚眠区阿舍昂纳米耶努瓦县。该市镇2009年时的人口为299人。

## 人口
昂格勒贝尔梅尔人口变化图示
| 数据来源：INSEE |